# My Little Pony
My Little Pony (literalmente en español: Mi pequeño pony) es una franquicia de entretenimiento desarrollada por Hasbro. Comenzó como una línea de juguetes de plástico desarrollada por Bonnie Zacherle, Charles Muenchinger y Steve D'Aguanno que se han producido desde 1983. Los ponis cuentan con cuerpos de colores, melenas y un símbolo único en uno o ambos lados de sus flancos, al que llaman "Cutie-Mark", con el cual no nacen según la versión animada, sino que les aparece al encontrar su destino y descubren su esencia. My Little Pony ha sido renovada por lo menos cinco veces con nuevas y más modernas versiones para atraer a un nuevo mercado.
Siguiendo el juguete original My Pretty Pony, introducido en 1981, "My Little Pony" fue lanzado en 1982 y la línea se hizo popular durante la década de 1980. La línea de juguetes originales corrió de 1982 a 1995 (de 1992 en los EEUU), e inspiró especiales animados, un largometraje de animación, y cuatro series de televisión animadas.
Las ventas de la marca aumentaron muchas veces con la introducción de la quinta generación de la franquicia, que comenzó con el éxito de la serie animada de televisión de 2021. La marca recaudó 650 millones de dólares en ventas al por menor en 2013 y mil millones de dólares en ventas al por menor en 2014.

## Generaciones
Se dividen en 5 generaciones.

### My Pretty Pony (1981)
My pretty pony es una figura creada por la ilustradora Bonnie Zacherle y el escultor Charles Muenchinger. Se trata de un caballito de plástico duro de unos 25cm. y color marrón, que puede mover las orejas y la cola, y abrir y cerrar los ojos. Una segunda edición menos realista, en colores rosa y blanco, incluía por primera vez las "Cutie Mark": unos dibujos en ambos lomos de los ponis que con el tiempo se convirtieron en uno de los principales distintivos de la marca.
Esta fue la que sirvió de modelo para la aparición por primera vez en 1982 de My Little Pony.

### Generación 1 (1982~1992)
Como su predecesora no había tenido el éxito esperado, Hasbro decidió lanzar al mercado bajo este nombre seis nuevas figuras más pequeñas y coloridas. Esta gama, que los coleccionistas llaman Generación 1, fue un éxito a nivel internacional y se comercializó durante más de diez años.
Aunque su producción en EEUU (con fábricas en China y en Hong Kong) concluyó en 1992, continuaron comercializándose internacionalmente hasta 1995. En Europa se fabricaron figuras alternativas y exclusivas hasta 1993. En otros muchos países como Italia, España, Brasil o Argentina, se produjeron variantes que solo se vendieron en esas regiones, siendo consideradas por los coleccionistas como ponis "Nirvana".
A partir del segundo año, además de los llamados "ponis de tierra", se empezaron a introducir nuevos modelos como los ponis arcoíris, los unicornios, los pegasos, ponis bebés, ponis aromatizados, ponis macho y hasta hipocampos. Se estrenaron distintos conjuntos anuales, compuestos por de dos a ocho figuras de una misma temática, llegando a lanzarse hasta 14 colecciones diferentes en los años dorados de este juguete. También se comercializaron accesorios que incluían desde vestidos para los muñecos, hasta una cuadra, una guardería o una mansión para los ponis.
Apenas dos años después de empezar a venderse dieron el salto a la animación. En 1984, se emitió un primer especial para televisión de media hora. En 1986, se estrenó "My Little Pony: La Película", producida por los estudios TOEI de Japón, y con varios actores famosos entre sus voces. Y por fin unos meses después, apareció la primera serie de televisión de dibujos animados, que se convirtió en un gran éxito en la década, con 2 temporadas y 65 capítulos. Posteriormente tuvo una continuación en 1992, aún con la Generación 1, que fue emitida por el canal Disney.

### Generación 2 (Jardín de la Amistad) (1997~1999)
Hasta 1997 no apareció una nueva línea, para la que se cambió sustancialmente el diseño de las figuras. Se llamó "Jardín de la Amistad", conocidos como Generación 2 o "picos de pato" entre los coleccionistas. Eran más pequeños y delgados, con las piernas más largas, un diamante de colores en los ojos y cabezas giratorias. En Estados Unidos, no tuvieron el éxito esperado y se dejaron de comercializar en 1999. Sin embargo en Europa, donde tuvo mayor suerte, siguió vendiéndose algunos años más, cambiándose allí su denominación por "Ponylandia".
En su mayoría se trató de ponis de tierra, salvo algunos unicornios, y no existían diferencias entre las hembras y los machos, como sí ocurría en la 1ª generación. No llegaron a fabricarse pegasos, aunque algunos ponis incluyeron alas desmontables. También se fabricaron bebés pony.
Se lanzaron accesorios más elaborados que los de la primera generación, ya que por primera vez eran interactivos, pudiendo accionar mecanismos pulsando botones o piezas de los juguetes. Incluían entornos como una playa o un parque de juegos, una escuela o un castillo. Y no sólo se expandió la línea de juguetes, también el merchandising, como ya ocurrió con la G1, tales como: peluches, revistas, ropa, perfumes, libros para colorear y el primer videojuego inspirado en la franquicia (My Little Pony: Friendship Gardens (1998)), en este caso para PC, en el que podíamos cuidar de nuestro personaje favorito y jugar a distintas actividades con él.

### Generación 3 (2003~2009)
En este caso los creadores de Hasbro optaron por dirigirse a un público más infantil, de entre 3 y 10 años. También se abandonaron los diseños más delgados y se volvió a los rasgos físicos de la línea original, sólo que más detallistas, y como ella tuvo su adaptación a la animación, en forma de dos miniseries de capítulos cortos aunque en esta ocasión no pasaron por televisión, y fueron publicadas directamente en VHS, DVD e Internet.
Twilight Sparkle es una pony unicornio muy estudiosa, dedicada, inteligente, con una firme convicción, y tiene un dragón morado llamado Spike. Twilight representa el Elemento de la Magia. Applejack es una pony terrestre muy honesta, le encantan las manzanas. Representa el Elemento de la Honestidad. Pinkie Pie es una pony terrestre muy extrovertida y le encantan las fiestas. Representa el Elemento de la Risa. Rainbow Dash es una pony pegaso, le encanta el atletismo y admira a los Wonderbolts. Representa el Elemento de la Lealtad. Rarity es una poni unicornio, siempre está a la moda y es diseñadora de moda. Representa al Elemento de la Generosidad. Fluttershy es una pony pegaso tímida y adora a los animales. Representa el Elemento de la Bondad.

### Generación 3.5 (2009~2010)
La Generación 3 se empezó a disminuir el número de variantes al mínimo (el llamado Core 7: Pinkie Pie, Rainbow Dash, Cheerilee, Scootaloo, Toola Roola, la unicornio Sweetie Belle y la Pegaso StarSong).
Pero en el 2009 se cambia el diseño anterior por uno nuevo, más pequeño y con cabezas grandes, y el Pegaso cambia sus alas por las de una mariposa. Estos cambios no gustaron mucho a parte del público.
Aunque tuvo una promoción intensa como una película My Little Pony: La Aventura de la Estrella de los Deseos y una miniserie transmitida en la página de MLP, logró vender menos que la Generación 2, lo que en el 2010 se sacó de la venta para poner una nueva generación.

### Generación 4 (2010~2019)
Se basa en los personajes Twilight Sparkle, Rainbow Dash, Fluttershy, Pinkie Pie, Applejack y Rarity, que viven en un mundo imaginario llamado Equestria, y se convirtió en un auténtico fenómeno fan a nivel global. Gran parte de la repercusión de esta generación llegó gracias al éxito de su serie de televisión titulada "My Little Pony: la magia de la amistad", que empezó a emitirse en 2010. En 2017 se estrenó: "My Little Pony: La película", y en 2019 se pudo ver un especial de una hora de duración: "My Little Pony: Rainbow Road Trip".
Alternativamente se lanzó una línea de juguetes en la que los personajes toman una forma humana.Además de las muñecas y accesorios, se produjeron cuatro películas y otra serie de televisión, llamada "My Little Pony: Equestria Girls".
A raíz del éxito de esta 4ª generación surgieron los llamados chicos bronies y las chicas pegasisters.

### Generación 4.5 (2019~2020)
La Generación 4.5 fue lanzada en 2019, los nuevos ponis eran muy diferentes a sus anteriores personajes, My Little Pony: Pony Life pretendía alcanzar el mismo éxito a la Generación 4 pero esto no fue así.

### Generación 5 (2021~2024)
La Generación 5 está protagonizada por nuevos personajes: Sunny, Izzy, Hitch, Zipp y Pipp, que se dieron a conocer en la película My Little Pony: Nueva Generación, exclusiva de Netflix y estrenada mundialmente en septiembre de 2021. A los “mane 5” en otros países se les conoció como “los 5 amigos”. A los primeros personajes se les unió posteriormente Misty, por lo que el grupo pasó a ser conocido como la “mane 6”.
Hasbro produce la nueva línea de juguetes correspondiente entre 2021 y 2024. Su diseño es muy diferente a sus predecesores: Miden unos 7'5cm., son de plástico duro y de cuerpo y patas delgados, el morro corto, algunos tienen patas móviles, el pelo es de plástico rígido en algunas figuras, pudiendo peinarse en otros modelos, “cutie-marks” impresas y pezuñas visibles.
El diseño de estos nuevos ponis es fruto de controversia entre los coleccionistas. Mientras los dibujos se ven adorables en pantalla, los juguetes no despiertan tanto interés entre los aficionados de generaciones anteriores, debido a los materiales de fabricación y a la estructura de las figuras, que vagamente se asemejan a un caballito. El diseño de los personajes animados está directamente inspirado en el estilo de Lea Dabssi, fanartista francesa que fue descubierta a través de su portafolio virtual por el jefe del departamento de desarrollo visual y por el modelador de personajes sénior de la primera película, e invitada a trabajar en la producción de dicho film.
A la primera película le siguieron una web-serie: "My Little Pony: Cuenta tu historia", emitida en el canal de Youtube de My little pony y posteriormente en Netfix; La serie de animación 3-D "My Little Pony: Deja tu marca", secuela de la primera película de esta generación, estrenada en Netflix el 26 de mayo de 2022.
A lo largo del año 2022 se lanzaron el videojuego "My Little Pony: Aventura en Bahía Yeguamar"; el juego para móviles "El mundo de My Little Pony"; el videojuego "My Little Pony: Mane Merge". Finalmente, el juego "My Little Pony: A Zephyr Heights Mystery" ha sido estrenado en mayo de 2024.
Al igual que Generación 4.5, la generación 5 pretendía alcanzar el mismo éxito a las generaciones anteriores pero esto no fue así y La serie terminó cancelada por completo, su último capítulo fue lanzado el 17 de octubre del 2024 y fue el número 23 de la segunda temporada y el 93 de la serie My Little Pony: Tell Your Tale.

## Series de TV
| Título                                                                                        | Estreno                  | Estreno                                                          |                          |
| Título                                                                                        | Estados Unidos           | México · España                                                  |                          |
| Generación 1 (1984-1995)                                                                      | Generación 1 (1984-1995) | Generación 1 (1984-1995)                                         | Generación 1 (1984-1995) |
| --------------------------------------------------------------------------------------------- | ------------------------ | ---------------------------------------------------------------- | ------------------------ |
| My Little Pony y sus amigos                                                                   | 14 de abril de 1984      | 1984 1985                                                        |                          |
| Generación 2 (1996-2002)                                                                      |                          |                                                                  |                          |
| My Little Pony Tales                                                                          | 2 de agosto de 1992      | Enero de 1993                                                    |                          |
| Generación 3 (2003-2009) y Generación 3.5 (2009-2010)                                         |                          |                                                                  |                          |
| Dos miniseries, con episodios entre 7 y 15 minutos; una directo a vídeo y otra para Internet. |                          |                                                                  |                          |
| Generación 4 (2010-2019)                                                                      |                          |                                                                  |                          |
| My Little Pony: La Magia de la Amistad                                                        | 10 de octubre de 2010    | México 12 de septiembre de 2011 · España 21 de noviembre de 2011 |                          |
| My Little Pony: Equestria Girls                                                               | 27 de marzo de 2014      | México 29 de junio de 2014 · España 2 de julio de 2014           |                          |

### My Little Pony y sus amigos
Es la primera serie de My Little Pony que compartían su serie con los Potato Head Kids, las Moon Dreamens y los GLO Friends.

### My Little Pony Tales
Emitido en agosto de 1992 y terminado en diciembre del mismo año Tales fue la segunda serie de My Little Pony.
Cuentan las aventuras de Starlight, Sweetheart, Melody, Bright Eyes, Patch, Clover y Bon Bon que tienen que ir a la escuela y por diversión a la Heladería de Bon Bon, las ponis tienen que sacar buenas calificaciones en la escuela y luego poder divertirse.

### Directo a Video
Esta no es una serie de televisión, pero durante 2003 y 2008 se realizaron una serie de cortos (no las películas) que contaban la historia de nuevas ponis, los episodios eran de 7 o 15 minutos.
Se centra en las ponis como Pinkie Pie, Rainbow Dash, Rarity, Minty, etc, que viven en Ponyland y en el Castillo de la Celebración donde tienen que resolver problemas de amigas.

### Core 7
Una miniserie que se transmitió en la página web de My Little Pony en 2009 con las personajes de la G3.5. La trama es lo mismo a lo anterior (G3), pero con protagonistas al Core 7 (Pinkie Pie, Scootaloo, Toola Roola, Rainbow Dash, Sweetie Belle, Cheerilee y StarSong).

### My Little Pony: La Magia de la Amistad
En 2010, Lauren Faust saca al aire otra serie de televisión de My Little Pony y hasta ahora la más famosa de la franquicia, que cuenta la historia de Twilight Sparkle una unicornio estudiante de la Princesa Celestia tiene su ayudante un dragón bebé llamado Spike, Twilight al principio no le gustaba socializar con otros ponis pero cuando Nightmare Moon amenaza con arruinar la tranquilidad en Equestria Twilight debe hacer amigas en Ponyville como Pinkie Pie, Rarity, Rainbow Dash, Fluttershy y Applejack.

## Películas
| Título                                                     | Estreno                                                                                                  |
| Generación 1 (1984-1987)                                   | Generación 1 (1984-1987)                                                                                 |
| ---------------------------------------------------------- | --- |
| My Little Pony: El Rescate del Castillo de la Medianoche   | 14 de abril de 1984                                                                                      |
| My Little Pony: El Escape de Catrina                       | 23 de mayo de 1985                                                                                       |
| My Little Pony: La Película                                | 6 de junio de 1986                                                                                       |
| My Little Pony: El Fin de Flutter Valley                   | 15 de septiembre de 1987                                                                                 |
| Generación 2 no hubo                                       | |
| Generación 3 (2005-2009)                                   | |
| My Little Pony: La Navidad de Minty                        | 25 de octubre de 2005                                                                                    |
| My Little Pony: El Paseo de la Princesa                    | 7 de febrero de 2006                                                                                     |
| My Little Pony: El Arcoíris Fugitivo                       | 12 de septiembre de 2006                                                                                 |
| My Little Pony: Un Lugar Muy Pony                          | 6 de febrero de 2007                                                                                     |
| My Little Pony: La Aventura de la Estrella de los Deseos   | 13 de octubre de 2009                                                                                    |
| Generación 4 (2010-2020)                                   | |
| My Little Pony: Equestria Girls                            | Estados Unidos 16 de junio de 2013 · México 31 de agosto de 2013 · España 19 de octubre de 2013          |
| My Little Pony: Equestria Girls - Rainbow Rocks            | Estados Unidos 27 de septiembre de 2014 · México 7 de noviembre de 2014 · España 15 de noviembre de 2014 |
| My Little Pony: Equestria Girls - Los Juegos de la Amistad | Estados Unidos 26 de septiembre de 2015 · México 9 de octubre de 2015 · España 8 de noviembre de 2014    |
| My Little Pony: Equestria Girls - La Leyenda de Everfree   | Estados Unidos 1 de octubre de 2016 · México 22 de octubre de 2016 · España 13 de noviembre de 2016      |
| My Little Pony: La Película                                | Estados Unidos 6 de octubre de 2017 · Colombia 5 de octubre de 2017 · España 8 de diciembre de 2017      |
| Generación 5 (2021-presente)                               | |
| My Little Pony: Nueva Generación                           | 24 de septiembre de 2021 (Netflix)                                                                       |